# Esporões

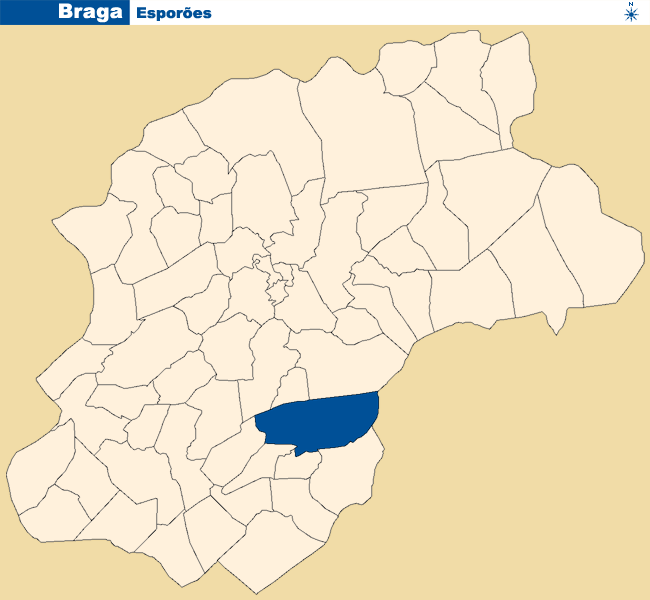
Localização da Freguesia de Esporões no Município de Braga

Esporões é uma povoação portuguesa sede da Freguesia de Esporões do Município de Braga, freguesia com 4,74 km² de área e 1713 habitantes (censo de 2021), tendo, por isso, uma densidade populacional de 361,4 hab./km².

## Demografia
A população registada nos censos foi:
| Distribuição da População por Grupos Etários | Distribuição da População por Grupos Etários | Distribuição da População por Grupos Etários | Distribuição da População por Grupos Etários | Distribuição da População por Grupos Etários |
| -------------------------------------------- | -------------------------------------------- | -------------------------------------------- | -------------------------------------------- | -------------------------------------------- |
| Ano                                          | 0-14 Anos                                    | 15-24 Anos                                   | 25-64 Anos                                   | > 65 Anos                                    |
| 2001                                         | 367                                          | 367                                          | 937                                          | 174                                          |
| 2011                                         | 260                                          | 244                                          | 985                                          | 220                                          |
| 2021                                         | 247                                          | 170                                          | 989                                          | 307                                          |

## Património
- Estação arqueológica de Santa Marta das Cortiças ou Monte da Falperra

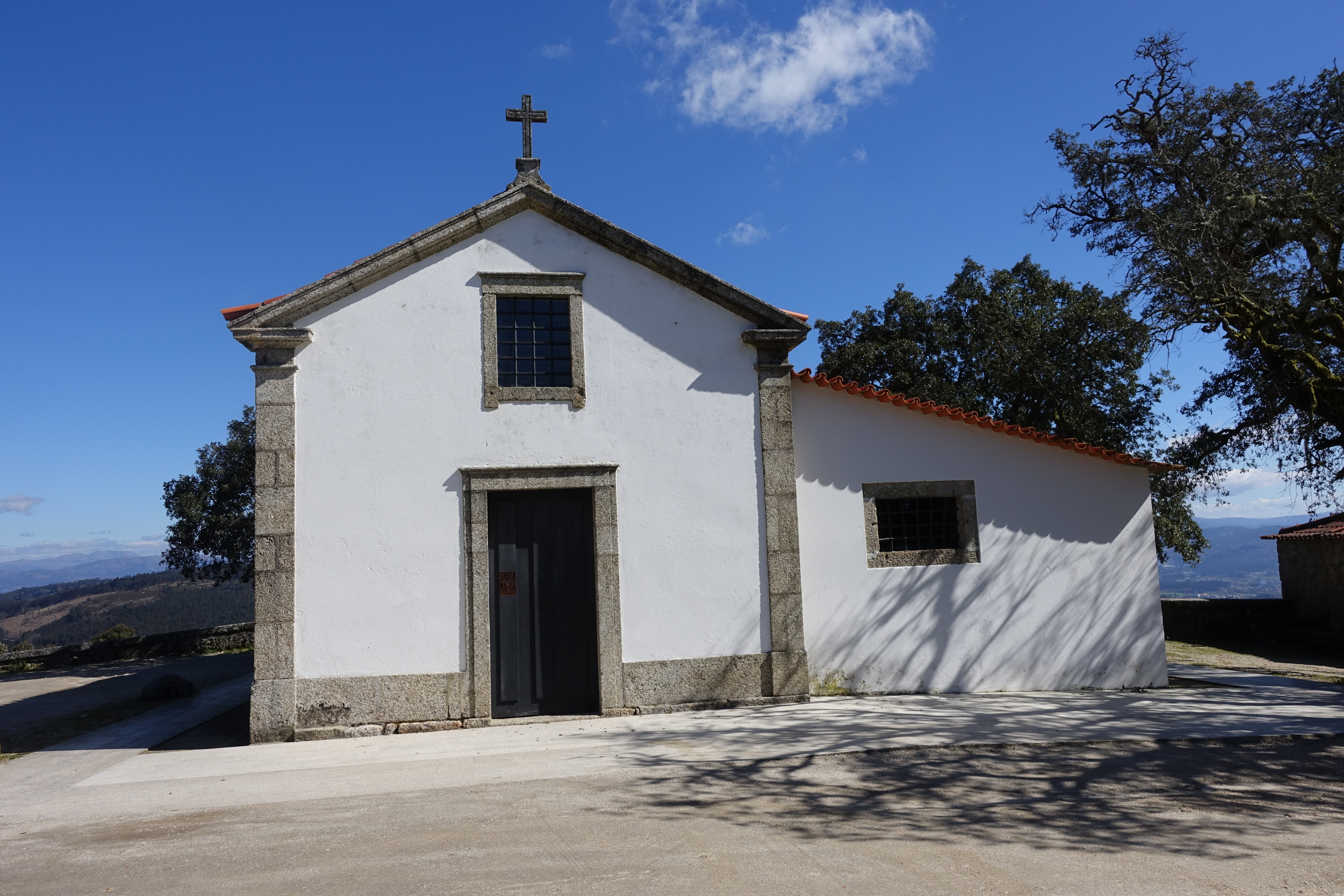
Capela de Santa Marta das Cortiças

- Casa da Quintã ou Casa Quintão
- Igreja Matriz

## Associações
- Grupo Desportivo e Recreativo de Esporões (www.facebook.com/gdresporoes)
- ACIJE
- Grupo de Jovens de Esporões
- Escuteiros